# Wolfsberg, Ilm
Wolfsberg là một đô thị ở huyện Ilm, bang Thüringen, Đức. Đô thị này có diện tích 28,63 km², dân số thời điểm 31 tháng 12 năm 2006 là 3240 người.